# 蒙子文
蒙子文（英語：Joseph Meng Zi-wen；1903年3月17日—2007年1月7日；又名揭仁；聖名：若瑟），是天主教中國籍地下教會主教，不獲中國政府承認。曾任南寧總教區主教（1984年-2007年）。

## 生平
蒙子文出生於1903年3月17日，中華民國廣西省貴縣横領鄉岑里村的教友家庭。1919年至1927年期間，在貴縣小修院及南寧拉丁文學院接受培育，後被派遣赴海峽殖民地檳城的神哲學院攻讀神哲學。1935年返回中國，並在同年4月12日於南寧由南寧宗座代牧沈士杰主教晉鐸。
同年10月1日，中國共產黨在中國大陸地區建立中華人民共和國，並開始針對天主教進行宗教迫害及打壓，教會已經無法正常功能。1951年，蒙子文拒絕與中國政府合作遭逮捕入獄，並被判處了20年勞改。1970年獲釋後仍被迫靠賣化肥為生。
1984年3月24日，蒙子文在79歲時由秦州教區地下教會輔理主教陸振聲秘密晉牧及出任南寧總教區主教，後獲得時任教宗若望保祿二世認可。但是，中國政府一直不承認陸主教的主教身份。
蒙子文主教任內，致力恢復南寧總教區及廣西地區的教務。2003年1月21日，譚燕全主教成為南寧總教區助理主教，即其直接繼任人。
2007年1月7日，蒙子文主教因肝癌在中國廣西逝世，享年103歲。